# Pozycja Saavedry
Pozycja Saavedry – szachowe studium gry końcowej „pion przeciw wieży”, w którym wygrywa słabsza materialnie strona. Pozycja została przeanalizowana w 1895 roku na łamach tygodnika Weekly Citizen, ukazującego się w Glasgow. Przy okazji analizy pewnej partii redakcja umieściła tę pozycję z przeświadczeniem, że czarne remisują po sprytnym 5... Wd4! Czytelnik, Fernando Saavedra (1849-1922), znalazł jednak piękną odpowiedź 6. c8=W!! i w ten sposób, nie będąc wybitnym szachistą, zapisał się w historii szachów. W grze praktycznej końcówka „pion przeciw wieży” jest zazwyczaj łatwo wygrana przez stronę silniejszą lub przynajmniej remisowa, jako że strona silniejsza w ostateczności może wymienić wieżę za piona. Opisana poniżej pozycja jest wyjątkowa, ze względu na zaawansowanie piona i niefortunną pozycję wieży. 
|   | a                                                                          | b                                                                          | c                                                                          | d                                                                          | e                                                                          | f                                                                          | g                                                                          | h                                                                          |   |
| 8 | b6 – Biały król · c6 – Biały pionek · d5 – Czarna wieża · a1 – Czarny król | b6 – Biały król · c6 – Biały pionek · d5 – Czarna wieża · a1 – Czarny król | b6 – Biały król · c6 – Biały pionek · d5 – Czarna wieża · a1 – Czarny król | b6 – Biały król · c6 – Biały pionek · d5 – Czarna wieża · a1 – Czarny król | b6 – Biały król · c6 – Biały pionek · d5 – Czarna wieża · a1 – Czarny król | b6 – Biały król · c6 – Biały pionek · d5 – Czarna wieża · a1 – Czarny król | b6 – Biały król · c6 – Biały pionek · d5 – Czarna wieża · a1 – Czarny król | b6 – Biały król · c6 – Biały pionek · d5 – Czarna wieża · a1 – Czarny król | 8 |
| 7 | b6 – Biały król · c6 – Biały pionek · d5 – Czarna wieża · a1 – Czarny król | b6 – Biały król · c6 – Biały pionek · d5 – Czarna wieża · a1 – Czarny król | b6 – Biały król · c6 – Biały pionek · d5 – Czarna wieża · a1 – Czarny król | b6 – Biały król · c6 – Biały pionek · d5 – Czarna wieża · a1 – Czarny król | b6 – Biały król · c6 – Biały pionek · d5 – Czarna wieża · a1 – Czarny król | b6 – Biały król · c6 – Biały pionek · d5 – Czarna wieża · a1 – Czarny król | b6 – Biały król · c6 – Biały pionek · d5 – Czarna wieża · a1 – Czarny król | b6 – Biały król · c6 – Biały pionek · d5 – Czarna wieża · a1 – Czarny król | 7 |
| 6 | b6 – Biały król · c6 – Biały pionek · d5 – Czarna wieża · a1 – Czarny król | b6 – Biały król · c6 – Biały pionek · d5 – Czarna wieża · a1 – Czarny król | b6 – Biały król · c6 – Biały pionek · d5 – Czarna wieża · a1 – Czarny król | b6 – Biały król · c6 – Biały pionek · d5 – Czarna wieża · a1 – Czarny król | b6 – Biały król · c6 – Biały pionek · d5 – Czarna wieża · a1 – Czarny król | b6 – Biały król · c6 – Biały pionek · d5 – Czarna wieża · a1 – Czarny król | b6 – Biały król · c6 – Biały pionek · d5 – Czarna wieża · a1 – Czarny król | b6 – Biały król · c6 – Biały pionek · d5 – Czarna wieża · a1 – Czarny król | 6 |
| 5 | b6 – Biały król · c6 – Biały pionek · d5 – Czarna wieża · a1 – Czarny król | b6 – Biały król · c6 – Biały pionek · d5 – Czarna wieża · a1 – Czarny król | b6 – Biały król · c6 – Biały pionek · d5 – Czarna wieża · a1 – Czarny król | b6 – Biały król · c6 – Biały pionek · d5 – Czarna wieża · a1 – Czarny król | b6 – Biały król · c6 – Biały pionek · d5 – Czarna wieża · a1 – Czarny król | b6 – Biały król · c6 – Biały pionek · d5 – Czarna wieża · a1 – Czarny król | b6 – Biały król · c6 – Biały pionek · d5 – Czarna wieża · a1 – Czarny król | b6 – Biały król · c6 – Biały pionek · d5 – Czarna wieża · a1 – Czarny król | 5 |
| 4 | b6 – Biały król · c6 – Biały pionek · d5 – Czarna wieża · a1 – Czarny król | b6 – Biały król · c6 – Biały pionek · d5 – Czarna wieża · a1 – Czarny król | b6 – Biały król · c6 – Biały pionek · d5 – Czarna wieża · a1 – Czarny król | b6 – Biały król · c6 – Biały pionek · d5 – Czarna wieża · a1 – Czarny król | b6 – Biały król · c6 – Biały pionek · d5 – Czarna wieża · a1 – Czarny król | b6 – Biały król · c6 – Biały pionek · d5 – Czarna wieża · a1 – Czarny król | b6 – Biały król · c6 – Biały pionek · d5 – Czarna wieża · a1 – Czarny król | b6 – Biały król · c6 – Biały pionek · d5 – Czarna wieża · a1 – Czarny król | 4 |
| 3 | b6 – Biały król · c6 – Biały pionek · d5 – Czarna wieża · a1 – Czarny król | b6 – Biały król · c6 – Biały pionek · d5 – Czarna wieża · a1 – Czarny król | b6 – Biały król · c6 – Biały pionek · d5 – Czarna wieża · a1 – Czarny król | b6 – Biały król · c6 – Biały pionek · d5 – Czarna wieża · a1 – Czarny król | b6 – Biały król · c6 – Biały pionek · d5 – Czarna wieża · a1 – Czarny król | b6 – Biały król · c6 – Biały pionek · d5 – Czarna wieża · a1 – Czarny król | b6 – Biały król · c6 – Biały pionek · d5 – Czarna wieża · a1 – Czarny król | b6 – Biały król · c6 – Biały pionek · d5 – Czarna wieża · a1 – Czarny król | 3 |
| 2 | b6 – Biały król · c6 – Biały pionek · d5 – Czarna wieża · a1 – Czarny król | b6 – Biały król · c6 – Biały pionek · d5 – Czarna wieża · a1 – Czarny król | b6 – Biały król · c6 – Biały pionek · d5 – Czarna wieża · a1 – Czarny król | b6 – Biały król · c6 – Biały pionek · d5 – Czarna wieża · a1 – Czarny król | b6 – Biały król · c6 – Biały pionek · d5 – Czarna wieża · a1 – Czarny król | b6 – Biały król · c6 – Biały pionek · d5 – Czarna wieża · a1 – Czarny król | b6 – Biały król · c6 – Biały pionek · d5 – Czarna wieża · a1 – Czarny król | b6 – Biały król · c6 – Biały pionek · d5 – Czarna wieża · a1 – Czarny król | 2 |
| 1 | b6 – Biały król · c6 – Biały pionek · d5 – Czarna wieża · a1 – Czarny król | b6 – Biały król · c6 – Biały pionek · d5 – Czarna wieża · a1 – Czarny król | b6 – Biały król · c6 – Biały pionek · d5 – Czarna wieża · a1 – Czarny król | b6 – Biały król · c6 – Biały pionek · d5 – Czarna wieża · a1 – Czarny król | b6 – Biały król · c6 – Biały pionek · d5 – Czarna wieża · a1 – Czarny król | b6 – Biały król · c6 – Biały pionek · d5 – Czarna wieża · a1 – Czarny król | b6 – Biały król · c6 – Biały pionek · d5 – Czarna wieża · a1 – Czarny król | b6 – Biały król · c6 – Biały pionek · d5 – Czarna wieża · a1 – Czarny król | 1 |
|   | a                                                                          | b                                                                          | c                                                                          | d                                                                          | e                                                                          | f                                                                          | g                                                                          | h                                                                          |   |

|   | a                                                                         | b                                                                         | c                                                                         | d                                                                         | e                                                                         | f                                                                         | g                                                                         | h                                                                         |   |
| 8 | c8 – Biała wieża · a4 – Czarna wieża · c2 – Biały król · a1 – Czarny król | c8 – Biała wieża · a4 – Czarna wieża · c2 – Biały król · a1 – Czarny król | c8 – Biała wieża · a4 – Czarna wieża · c2 – Biały król · a1 – Czarny król | c8 – Biała wieża · a4 – Czarna wieża · c2 – Biały król · a1 – Czarny król | c8 – Biała wieża · a4 – Czarna wieża · c2 – Biały król · a1 – Czarny król | c8 – Biała wieża · a4 – Czarna wieża · c2 – Biały król · a1 – Czarny król | c8 – Biała wieża · a4 – Czarna wieża · c2 – Biały król · a1 – Czarny król | c8 – Biała wieża · a4 – Czarna wieża · c2 – Biały król · a1 – Czarny król | 8 |
| 7 | c8 – Biała wieża · a4 – Czarna wieża · c2 – Biały król · a1 – Czarny król | c8 – Biała wieża · a4 – Czarna wieża · c2 – Biały król · a1 – Czarny król | c8 – Biała wieża · a4 – Czarna wieża · c2 – Biały król · a1 – Czarny król | c8 – Biała wieża · a4 – Czarna wieża · c2 – Biały król · a1 – Czarny król | c8 – Biała wieża · a4 – Czarna wieża · c2 – Biały król · a1 – Czarny król | c8 – Biała wieża · a4 – Czarna wieża · c2 – Biały król · a1 – Czarny król | c8 – Biała wieża · a4 – Czarna wieża · c2 – Biały król · a1 – Czarny król | c8 – Biała wieża · a4 – Czarna wieża · c2 – Biały król · a1 – Czarny król | 7 |
| 6 | c8 – Biała wieża · a4 – Czarna wieża · c2 – Biały król · a1 – Czarny król | c8 – Biała wieża · a4 – Czarna wieża · c2 – Biały król · a1 – Czarny król | c8 – Biała wieża · a4 – Czarna wieża · c2 – Biały król · a1 – Czarny król | c8 – Biała wieża · a4 – Czarna wieża · c2 – Biały król · a1 – Czarny król | c8 – Biała wieża · a4 – Czarna wieża · c2 – Biały król · a1 – Czarny król | c8 – Biała wieża · a4 – Czarna wieża · c2 – Biały król · a1 – Czarny król | c8 – Biała wieża · a4 – Czarna wieża · c2 – Biały król · a1 – Czarny król | c8 – Biała wieża · a4 – Czarna wieża · c2 – Biały król · a1 – Czarny król | 6 |
| 5 | c8 – Biała wieża · a4 – Czarna wieża · c2 – Biały król · a1 – Czarny król | c8 – Biała wieża · a4 – Czarna wieża · c2 – Biały król · a1 – Czarny król | c8 – Biała wieża · a4 – Czarna wieża · c2 – Biały król · a1 – Czarny król | c8 – Biała wieża · a4 – Czarna wieża · c2 – Biały król · a1 – Czarny król | c8 – Biała wieża · a4 – Czarna wieża · c2 – Biały król · a1 – Czarny król | c8 – Biała wieża · a4 – Czarna wieża · c2 – Biały król · a1 – Czarny król | c8 – Biała wieża · a4 – Czarna wieża · c2 – Biały król · a1 – Czarny król | c8 – Biała wieża · a4 – Czarna wieża · c2 – Biały król · a1 – Czarny król | 5 |
| 4 | c8 – Biała wieża · a4 – Czarna wieża · c2 – Biały król · a1 – Czarny król | c8 – Biała wieża · a4 – Czarna wieża · c2 – Biały król · a1 – Czarny król | c8 – Biała wieża · a4 – Czarna wieża · c2 – Biały król · a1 – Czarny król | c8 – Biała wieża · a4 – Czarna wieża · c2 – Biały król · a1 – Czarny król | c8 – Biała wieża · a4 – Czarna wieża · c2 – Biały król · a1 – Czarny król | c8 – Biała wieża · a4 – Czarna wieża · c2 – Biały król · a1 – Czarny król | c8 – Biała wieża · a4 – Czarna wieża · c2 – Biały król · a1 – Czarny król | c8 – Biała wieża · a4 – Czarna wieża · c2 – Biały król · a1 – Czarny król | 4 |
| 3 | c8 – Biała wieża · a4 – Czarna wieża · c2 – Biały król · a1 – Czarny król | c8 – Biała wieża · a4 – Czarna wieża · c2 – Biały król · a1 – Czarny król | c8 – Biała wieża · a4 – Czarna wieża · c2 – Biały król · a1 – Czarny król | c8 – Biała wieża · a4 – Czarna wieża · c2 – Biały król · a1 – Czarny król | c8 – Biała wieża · a4 – Czarna wieża · c2 – Biały król · a1 – Czarny król | c8 – Biała wieża · a4 – Czarna wieża · c2 – Biały król · a1 – Czarny król | c8 – Biała wieża · a4 – Czarna wieża · c2 – Biały król · a1 – Czarny król | c8 – Biała wieża · a4 – Czarna wieża · c2 – Biały król · a1 – Czarny król | 3 |
| 2 | c8 – Biała wieża · a4 – Czarna wieża · c2 – Biały król · a1 – Czarny król | c8 – Biała wieża · a4 – Czarna wieża · c2 – Biały król · a1 – Czarny król | c8 – Biała wieża · a4 – Czarna wieża · c2 – Biały król · a1 – Czarny król | c8 – Biała wieża · a4 – Czarna wieża · c2 – Biały król · a1 – Czarny król | c8 – Biała wieża · a4 – Czarna wieża · c2 – Biały król · a1 – Czarny król | c8 – Biała wieża · a4 – Czarna wieża · c2 – Biały król · a1 – Czarny król | c8 – Biała wieża · a4 – Czarna wieża · c2 – Biały król · a1 – Czarny król | c8 – Biała wieża · a4 – Czarna wieża · c2 – Biały król · a1 – Czarny król | 2 |
| 1 | c8 – Biała wieża · a4 – Czarna wieża · c2 – Biały król · a1 – Czarny król | c8 – Biała wieża · a4 – Czarna wieża · c2 – Biały król · a1 – Czarny król | c8 – Biała wieża · a4 – Czarna wieża · c2 – Biały król · a1 – Czarny król | c8 – Biała wieża · a4 – Czarna wieża · c2 – Biały król · a1 – Czarny król | c8 – Biała wieża · a4 – Czarna wieża · c2 – Biały król · a1 – Czarny król | c8 – Biała wieża · a4 – Czarna wieża · c2 – Biały król · a1 – Czarny król | c8 – Biała wieża · a4 – Czarna wieża · c2 – Biały król · a1 – Czarny król | c8 – Biała wieża · a4 – Czarna wieża · c2 – Biały król · a1 – Czarny król | 1 |
|   | a                                                                         | b                                                                         | c                                                                         | d                                                                         | e                                                                         | f                                                                         | g                                                                         | h                                                                         |   |

Studium ukazuje sposób rozgrywania tego rodzaju końcówek, z wykorzystaniem motywu patowego i słabej promocji. Pozycja Saavedry została przedstawiona na diagramie po prawej stronie. Białe zaczynają i wygrywają. 
1. c7 Wd6+
Białe grożą promocją w następnym posunięciu. Czarne nie mogą zapobiec promocji inaczej niż przez szachowanie białego króla. Jeśli teraz białe zagrają 2. Kc5? czarne łatwo remisują: 2...Wd1! i białe nie mogą uniknąć wymiany wieży za piona (3. c8=H?? Wc1+ z wygraniem hetmana). Białe zatem muszą odciąć czarną wieżę od pola c1:
2. Kb5 Wd5+
3. Kb4 Wd4+
4. Kb3 Wd3+
5. Kc2!
Czarne teraz nie mogą grać Wd1, bo stracą wieżę, ale mogą zastawić pułapkę:
5... Wd4!
Nieprzemyślana promocja na hetmana doprowadzi do remisu: 6. c8=H? Wc4+! 7. Hxc4 i czarny król jest w pacie! Saavedra znalazł jednak drogę do wygranej:
6. c8=W!!
Białe grożą matem: 7.Wa8+ Wa4 8 Wxa4#.
6... Wa4

7. Kb3
W obronie przed matem (8. Wc1#) czarne muszą oddać wieżę.